# Pablo Monsalvo
Pablo Monsalvo, född 1983 i Roque Pérez, är en argentinsk fotbollsspelare som spelar som mittfältare. Monsalvo gjorde 145 matcher i den argentinska första och andra divisionen innan han som spelare för Olimpo, blev klar för allsvenska AIK den 28 augusti 2007. Efter säsongen 2007 kom AIK och Pablo Monsalvo tillsammans fram till att man skulle gå skilda vägar. Pablo Monsalvo är nu fri att gå till vilken klubb som helst gratis. Han spelar numera i det chilenska laget Audax Italiano